# Palais Wiener von Welten
 (août 2020).

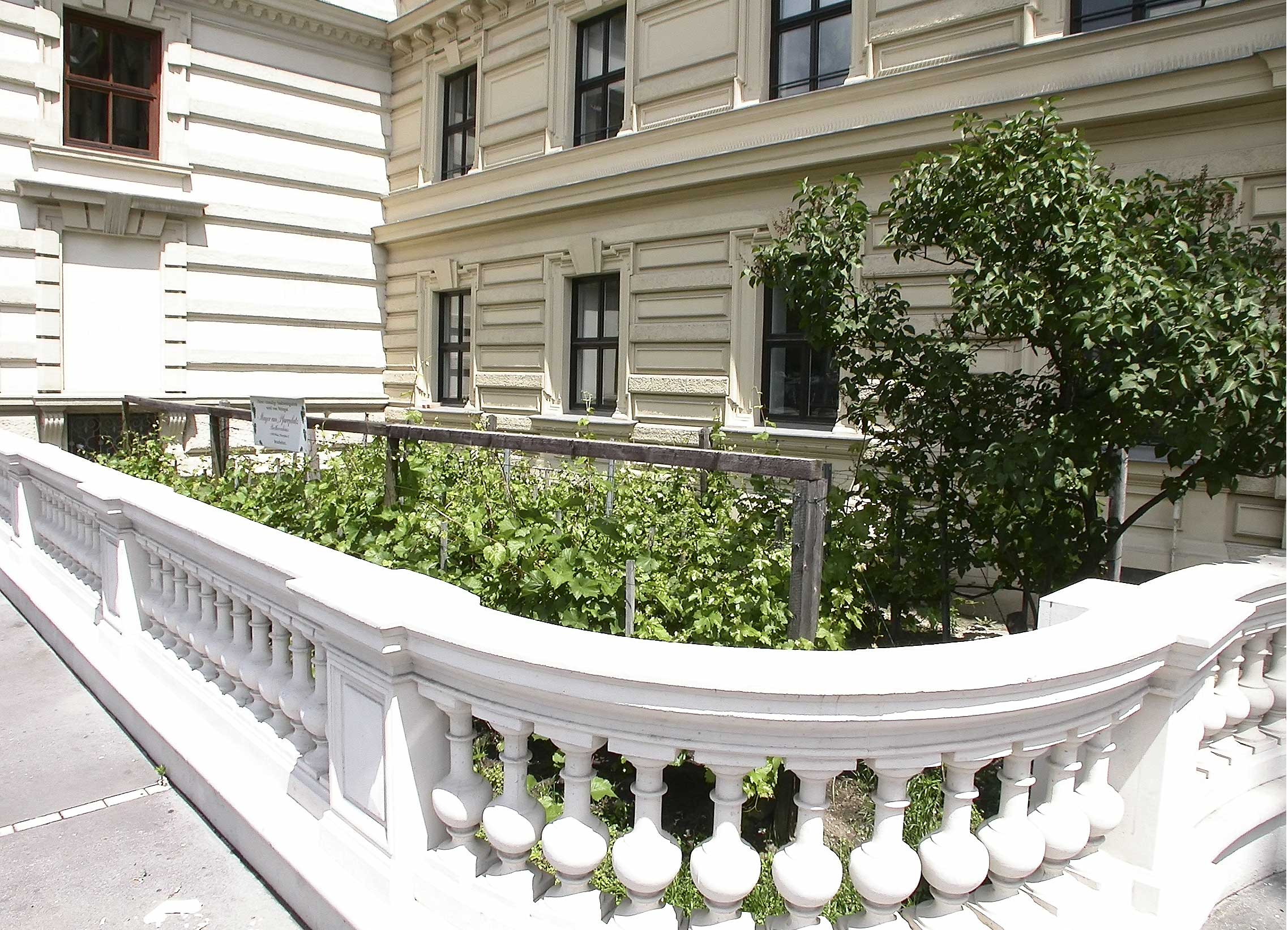
Le plus petit vignoble de Vienne devant le Palais Wiener von Welten

Le Palais Wiener von Welten est un palais urbain viennois situé sur le Ring. Il a été construit en 1869 et est situé sur la Schwarzenbergplatz, dans l'Innere Stadt de Vienne. 

## Histoire
Le client était le banquier Eduard Wiener von Welten. Le palais a été conçu par August Schwendenwein et Johann Romano. À la fin de la Seconde Guerre mondiale, le palais a brûlé, mais, contrairement à l'ancienne direction des chemins de fer de l'État voisine (au numéro 3), il a été reconstruit par la société Philips tout en conservant la façade. Une particularité du palais est le petit vignoble de la ville en face, avec quelques mètres carrés de ce qui constitue le plus petit vignoble de Vienne. Chaque automne, les premiers raisins sont cueillis personnellement par le maire de Vienne . 

## Littérature
- Barbara Dmytrasz. La Ringstrasse. Amalthea, Vienne 2008.  (ISBN 978-3-85002-588-1) .
- Dieter Klein, Martin Kupf, Robert Schediwy : Stadtbildverluste Wien, LIT, Vienne 2004 p. 119

## Liens web
- Eintrag über Palais Wiener von Welten auf Burgen-Austria

## Source de traduction
- (de) Cet article est partiellement ou en totalité issu de l’article de Wikipédia en allemand intitulé « Palais Wiener von Velten » (voir la liste des auteurs).